# خرزة زرقا (مسلسل)
خرزة زرقا هو مسلسل تلفزيوني درامي لبناني، عرض في 1 مارس 2021.

## قصة العمل
تدور احداث مسلسل الدراما خرزة زرقا تدور الاحداث حول عائلتين الأولى من سوريا والثانية من لبنان، تجمعهم الظروف القاسية كثيرا في حياتهم والتحديات الكبيرة، وتزدادصعوبة الامور بوقوع الابن زين في حب عليا بقصة حب شبه مستحيلة).

## الممثلون
- معتصم النهار
- رولا بقسماتى
- بديع أبو شقرا
- طونى عيسي
- كارمن لبس
- يوسف حداد
- هند خضرا
- فادى إبراهيم
- سمارة نهرا
- جهاد سعد
- فاتن شاهين
- سيرينا الشامي
- ساندي نحاس